# Плејнс (Канзас)
Плејнс (енгл. Plains) град је у америчкој савезној држави Канзас.

## Демографија
По попису из 2010. године број становника је 1.146, што је 17 (-1,5%) становника мање него 2000. године.
| Група             | 2000.       | 2010.       |
| Белци             | 833 (71,6%) | 705 (61,5%) |
| Афроамериканци    | 0 (0,0%)    | 3 (0,3%)    |
| Азијати           | 0 (0,0%)    | 5 (0,4%)    |
| Хиспаноамериканци | 305 (26,2%) | 412 (36,0%) |
| Укупно            | 1.163       | 1.146       |